# Med Mette i kirke
Med Mette i kirke er en film instrueret af Per Jensen.

## Handling
En billedfortælling om den 8-årige Mette, der går ind i en kirke (Lundehus Kirke i København) og snakker med tingene: orglet, prædikestolen, alteret og døbefonten. Egnet for 1. kl. og opefter. Undervisningsvejledning ved Niels Johansen.